# Essington
Essington är en ort och civil parish i Storbritannien.   Den ligger i grevskapet Staffordshire och riksdelen England, i den södra delen av landet, 180 km nordväst om huvudstaden London. Essington ligger 183 meter över havet och antalet invånare är 4 829.
Terrängen runt Essington är huvudsakligen platt. Essington ligger uppe på en höjd. Runt Essington är det mycket tätbefolkat, med 3 022 invånare per kvadratkilometer. Närmaste större samhälle är Birmingham, 19,5 km sydost om Essington. Runt Essington är det i huvudsak tätbebyggt.